# James Jakes
James Jakes (Leeds, 4 de agosto de 1987) é um piloto automobilístico inglês.
Correu na T-Cars, na Fórmula Renault britânica, na Fórmula 3 Euroseries e na GP2. Atualmente corre na IndyCar, pela equipe Dale Coyne.